# Füzi László
Füzi László (Lövő, 1955. március 15. –) magyar József Attila-díjas (2004) irodalomtörténész, kritikus, szerkesztő.

## Életpályája
Szülei: Füzi Ottó Pál és Bokori Teréz. Középiskolai tanulmányait Sopronban végezte el a Széchenyi István Gimnáziumban, ahol 1973-ban érettségizett. 1974-1979 között a József Attila Tudományegyetem Bölcsészettudományi Karának magyar-történelem-20. századi magyar irodalom szakán végzett. Szegeden kezdett foglalkozni Németh László alakjával, munkásságával. Szakdolgozatát, majd doktori disszertációját is Németh László pályakezdéséről írta. 1979-1982 között az egri Alpári Gyula Közgazdasági Szakközépiskolában tanított. 1982-től a Forrás munkatársa, 1989-től főszerkesztője. 2011-től a Németh László Társaság elnöke.
Kutatási területe Németh László és a népi írók munkássága, a mai magyar és a határainkon túli magyar irodalom.
A 2000-res években a Szegedi Tudományegyetem Modern Magyar Irodalomtörténeti Tanszékén meghívott előadója volt, a mai magyar irodalmat illetve a 30-as évek irodalmát tanítja. Írásai rendszeresen megjelennek a magyar irodalmi sajtóban, valamint a heti- és napilapokban.

## Magánélete
1978-ban házasságot kötött Somogyvári Ágnessel. Három gyermekük született: Zsófia (1980), Ágnes (1983) és Péter (1991).

## Művei
- Szerepek és lehetőségek (tanulmányok, 1989)
- Katona József 1791–1830. A drámaíró születésének kétszázadik évfordulójára a Katona József-emlékházban rendezett állandó kiállítás vezetője; Katona József Múzeum, Kecskemét, 1992
- Németh József: Napló (sajtó alá rendezés, szerkesztés, 1993)
- Az irodalom helyzettudata (tanulmányok, kritikák, 1993)
- Két folyó között. Bács-Kiskun; szöveg Csatári Bálint, Füzi László, Heltai Nándor, fotó Walter Péter; Bács-Kiskun Megyei Önkormányzat, Kecskemét, 1995
- Balvégzetű évtized? (tanulmányok, 1996)
- Homok-haza. Irodalmi képeskönyv Bács-Kiskun megyéről; vál., szerk. Füzi László, fotó Walter Péter, tan. Csatári Bálint; Forrás, Kecskemét, 1998
- Lakatlan sziget I.-III. (Naplók, 1998-2000)
- Búcsú barátaimtól. Baka István emlékezete; vál., szerk., összeáll. Füzi László; Nap, Bp., 2000 (Emlékezet)
- Alkat és mű – Németh László 1901–1975 (2001)
- Bronztű, sisak. Történelmi képeskönyv Bács-Kiskun megyéről; szerk. Füzi Kászló, összeáll. Bárth János et al.; fotó Bárth János et al.; Forrás, Kecskemét, 2002
- Három magatartás (József Attila, Németh László és Márai Sándor gondolkodói alkatáról) (2002)
- Kecskemét irodalomtörténete (Orosz Lászlóval, 2003)
- A Semmi közelében. Három magatartás. József Attila, Németh László és Márai Sándor gondolkodói alkatáról; Kalligram, Pozsony, 2003
- Ilia. írások 70. születésnapjára; szerk. Füzi László, Lengyel András; Bába, Szeged, 2004
- Maszkok, terek… (esszék, tanulmányok, 2005)
- Párbeszéd a történelemmel. Szárszó, 1943, Szárszó, 2005; s.n., s.l., 2005
- Kecskemét Fő tere. Vallomás a városról (Walter Péterrel, 2005)
- Villám és esti tűz (Gelléri Andor Endre emlékezete) (összeállítás-szerkesztés, 2006)
- A középpont hiánya (esszék, tanulmányok, 2008)
- Világok határán – ikerkönyv (2010)
- Kötések, szakadások (2012)
- Óda roncs. Antológia. Balatonfüred, Debrecen, Kecskemét; szerk. Aczél Géza, Cserép László, Füzi László; Kecskeméti Kortárs Művészeti Műhelyek, Kecskemét, 2013
- Az idő keresése; Kalligram, Bp., 2017
- "Sebed a világ...". Írások a huszadik századról. Válogatott esszék és tanulmányok; Kecskeméti Kortárs Művészeti Műhelyek, Kecskemét, 2019
- A világ változása; Noran Libro, Bp., 2021
- Fent s alant. Németh Lászlóról; Nap, Budapest, 2025

## Díjak, kitüntetések
- Móricz Zsigmond-ösztöndíj (1983)
- Bács-Kiskun Megye Közművelődéséért Díja (1989)
- Soros-ösztöndíj (1992)
- Déry Tibor-díj (1996)
- Németh László-emlékérem (1996)
- Darvas József-díj (1999)
- az Év Könyve-díj (2002)
- József Attila-díj (2004)
- Katona József-díj (2005)
- Tiszatáj-díj (2006)
- Szilády Károly-díj (2010)
- Székelyföld-díj (2011)
- Székely Bicskarend-elismerés (2011)
- NKA alkotói ösztöndíj (2011)
- Hídverő-díj (2013)

## Tagságok, tisztségek
- Katona József Társaság (alelnök)
- Magyar Alkotóművészek Országos Egyesülete Irodalmi Tagozat Vezetősége (elnök)